# آلن مولری

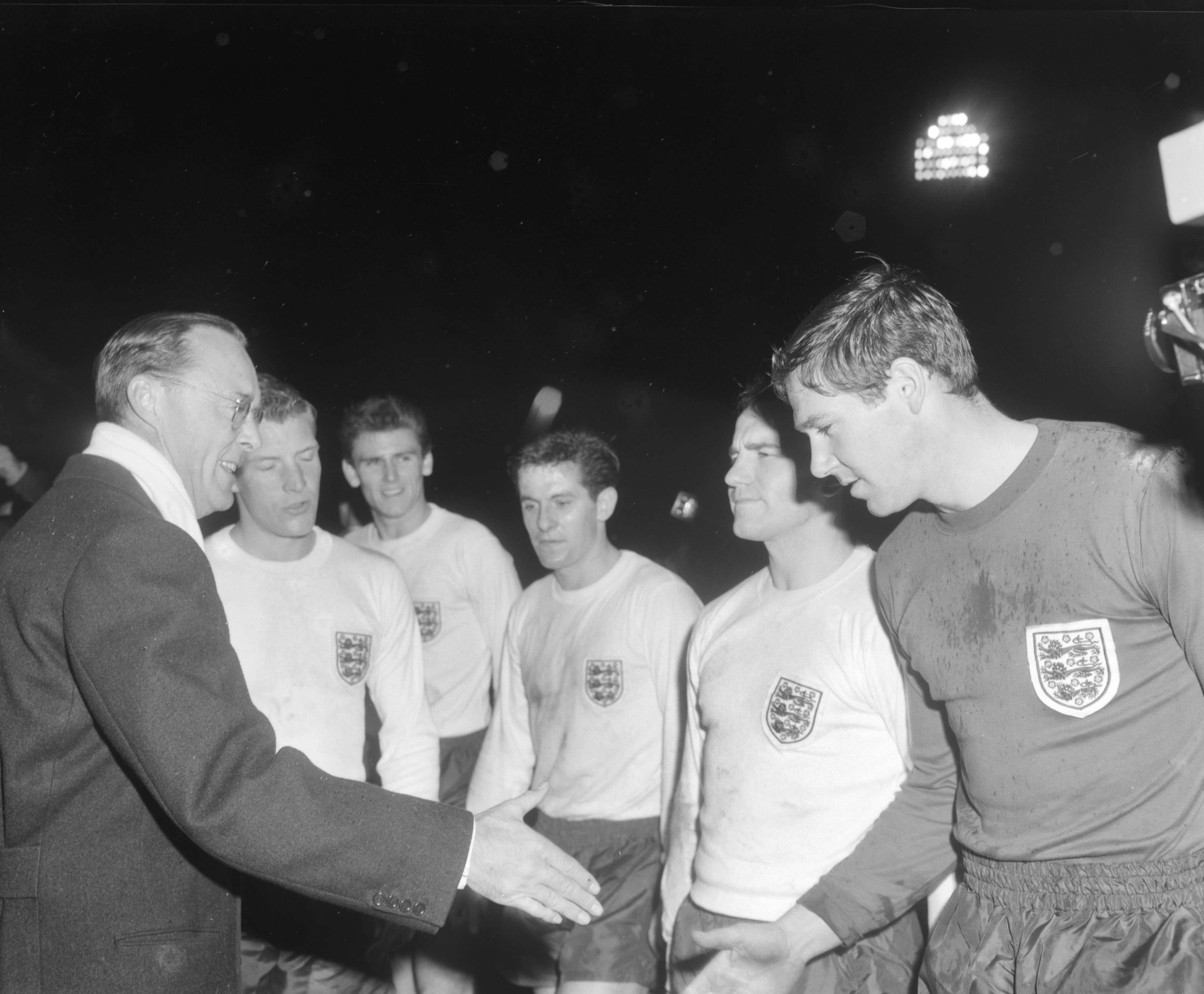
آلن مولری

آلن مولری (به انگلیسی: Alan Mullery) زادهٔ ۲۳ نوامبر ۱۹۴۱ بازیکن فوتبال اهل انگلستان بود که سابقهٔ بازی در تیم ملی فوتبال انگلستان را در کارنامهٔ خود دارد. وی در تاریخ ۹ دسامبر ۱۹۶۴ نخستین بازی ملی خود را در مقابل تیم ملی فوتبال هلند انجام داد و با حضور در ۳۵ بازی ملی، در تاریخ ۱۳ اکتبر ۱۹۷۱ واپسین بازی ملی‌اش را در برابر تیم ملی فوتبال سوئیس برگزار کرد.
این بازیکن توانسته در بازی‌های ملی، ۱ گل به ثمر برساند.